# Кертінді
Кертінді́ (каз. Кертінді) — село у складі Нуринського району Карагандинської області Казахстану. Адміністративний центр Кизилтальського сільського округу.
Населення — 741 особа (2021; 1020 у 2009, 1535 у 1999, 1888 у 1989).
Національний склад станом на 1989 рік:
- казахи — 76 %.

У період 1930-1934 років село було центром Нуринського району. До 1999 року село називалось Казгородок.